# Mandevilla fragrans
Mandevilla fragrans là một loài thực vật có hoa trong họ La bố ma. Loài này được (Stadelm.) Woodson mô tả khoa học đầu tiên năm 1933.